# Константа (програмування)
Конста́нта (стала) — у програмуванні — це частина даних, що зберігає своє значення під час усього виконання програми. Її зміна не дозволяється.